# ウアルドマイン
ウアルドマイン（1937年-1941年?）は日本の競走馬である。第2回の横浜農林省賞典四歳呼馬（現在の皐月賞競走）勝ち馬として知られる。

## 経歴
3歳になった1940年4月2日、中山競馬場の芝1800メートルの競走でデビューしたが、4頭立ての4着の最下位に敗れる。しかし続く2戦を連勝すると、横濱農林省賞典四歳呼馬では2着テツキヤクを首差抑えて優勝した。騎手は調教師兼任の野平省三であった）。
続く東京の四歳呼馬も勝ち、東京優駿競走（日本ダービー）では1番人気に支持されるもイエリユウの15着に惨敗。次走の古呼馬優勝ではクモハタの2着に健闘したが、以降は精彩を欠いた。この年の京都農林省賞典四歳呼馬（菊花賞）では5着に入っている。
4歳になった1941年も不振が続き、11月8日の古呼馬ハンデで競走を中止、これがラストランとなった。種牡馬になる事はなく、以後の消息は不明である。

## 競走成績
- 1938年（19戦5勝）
  - 横浜農林省賞典四歳呼馬
- 1939年（11戦0勝）

## 血統表
| ウアルドマインの血統（ロックサンド系 / St. Simon 5×4×5×5 Isonomy 5×5） | ウアルドマインの血統（ロックサンド系 / St. Simon 5×4×5×5 Isonomy 5×5） | ウアルドマインの血統（ロックサンド系 / St. Simon 5×4×5×5 Isonomy 5×5） | （血統表の出典） | （血統表の出典） |
| 父 *プライオリーパーク Priory Park 1922 鹿毛                           | 父の父Rocksavage 1915 鹿毛                                             | Rock Sand                                                              | Sainfoin         | Sainfoin         |
| 父 *プライオリーパーク Priory Park 1922 鹿毛                           | 父の父Rocksavage 1915 鹿毛                                             | Rock Sand                                                              | Roquebrune       |                  |
| 父 *プライオリーパーク Priory Park 1922 鹿毛                           | 父の父Rocksavage 1915 鹿毛                                             | Manuka                                                                 | Eager            | Eager            |
| 父 *プライオリーパーク Priory Park 1922 鹿毛                           | 父の父Rocksavage 1915 鹿毛                                             | Manuka                                                                 | Sempronia        |                  |
| 父 *プライオリーパーク Priory Park 1922 鹿毛                           | 父の母Chatham 1908 鹿毛                                                | Darley Dale                                                            | St. Simon        | St. Simon        |
| 父 *プライオリーパーク Priory Park 1922 鹿毛                           | 父の母Chatham 1908 鹿毛                                                | Darley Dale                                                            | Ismay            |                  |
| 父 *プライオリーパーク Priory Park 1922 鹿毛                           | 父の母Chatham 1908 鹿毛                                                | Coronation Day                                                         | Ermak            | Ermak            |
| 父 *プライオリーパーク Priory Park 1922 鹿毛                           | 父の母Chatham 1908 鹿毛                                                | Coronation Day                                                         | Farceuse         |                  |
| 母 プロミーズース 1923 鹿毛                                            | 母の父*コイワヰ 1908 鹿毛                                              | Chatsworth                                                             | Persimmon        | Persimmon        |
| 母 プロミーズース 1923 鹿毛                                            | 母の父*コイワヰ 1908 鹿毛                                              | Chatsworth                                                             | Meadow Chat      |                  |
| 母 プロミーズース 1923 鹿毛                                            | 母の父*コイワヰ 1908 鹿毛                                              | *エナモールド                                                          | Gonsalvo         | Gonsalvo         |
| 母 プロミーズース 1923 鹿毛                                            | 母の父*コイワヰ 1908 鹿毛                                              | *エナモールド                                                          | Young Lady       |                  |
| 母 プロミーズース 1923 鹿毛                                            | 母の母*第二プロポンチス 1910 青毛                                      | *インタグリオー                                                        | Childwick        | Childwick        |
| 母 プロミーズース 1923 鹿毛                                            | 母の母*第二プロポンチス 1910 青毛                                      | *インタグリオー                                                        | Cameo            |                  |
| 母 プロミーズース 1923 鹿毛                                            | 母の母*第二プロポンチス 1910 青毛                                      | *プロポンチス                                                          | Ravensbury       | Ravensbury       |
| 母 プロミーズース 1923 鹿毛                                            | 母の母*第二プロポンチス 1910 青毛                                      | *プロポンチス                                                          | Marmora F-No.4-d |                  |

## 参考資料
- 『皐月賞史I』 （フジテレビ製作、ポニーキャニオン販売）：1998年